# ディズニーのロゴ

ディズニーのロゴ

ディズニーのロゴ（Disney logo）はアメリカ合衆国のウォルト・ディズニー・カンパニーによって使用されているロゴについて述べる。

ウォルト・ディズニーの直筆のサイン。

ウォルト・ディズニーのロゴ

東京ディズニーリゾートのロゴ

東京ディズニーリゾート内の東京ディズニーシーのロゴ

Disney+のロゴ

## 歴史
ディズニーの象徴的なロゴはウォルト・ディズニーの様式化されたサインに基づいているとされているが、ウォルト本人は、現在のロゴが誕生する前に死去している。
ディズニーのさまざまなのロゴに同じスタイル、フォントが使用されているが、場合によってら多少の違いがあるが、1980年代に現在の象徴的なロゴが使用される事となった。

東京ディズニーランドのロゴ

例えば、1983年に開園した東京ディズニーランド（東京ディズニーリゾート）は、ディズニーの象徴的なロゴを使用していない。
ディズニーのロゴのDの部分には黄金比が3度使用されている。

## バリエーション

### ウォルト・ディズニー・ピクチャーズ
1985年まで、ディズニー映画のオープニング・クレジットには公式ロゴの代わりに「Walt Disney Presents」、後に「Walt Disney Productions Presents」と書かれたタイトルカードが使われていた。『ネバー・クライ・ウルフ』と試写版の『スプラッシュ』では、「Walt Disney Pictures」と書かれた水色の長方形が表示され、黒い画面に白い輪郭の長方形が縁取られているのが特徴的だった。
1985年の『オズ』から、Walt Disney Picturesはファンタジーな城のロゴを導入した。音楽が付いたものは「コルドロン」で初登場した。このロゴはウォルト・ディズニー・プロダクションが伝統的な手描きアニメーションで制作したもので、青色の背景にディズニーランドの眠れる森の美女の城の白いシルエットを配し、スタジオの名前とジョン・デブニーによってアレンジされた「星に願いを」で構成されている。このロゴは、映画『オズ』のオープニングロゴとして使用されているが、この映画は『コルドロン』が公開される数ヶ月前に公開された。『トイ・ストーリー』から『レミーのおいしいレストラン』までのピクサー・アニメーション・スタジオの全作品の前には、CGアニメーションであるRenderManを使用し、『トイ・ストーリー』のオープニング曲を基にランディ・ニューマンが作曲したオリジナルのファンファーレを流している。『ダイナソー』（2000年）以降、黒の背景にオレンジ色の城とロゴを組み合わせた別のロゴは、時として落ち着いたトーンの実写映画で登場したが、『ブラザー・ベア』、2003年の『ライオン・キング』の再上映、『ライアンを探せ!』（このロゴ使用の最後の映画）など一部のアニメーション映画ではこのロゴを使用していた。このロゴは、2021年にショップディズニーによる商品化ラインのために、オリジナルの姿に基づき再登場した。
2006年、当時のウォルト・ディズニー・スタジオ会長ディック・クックとスタジオ・マーケティング社長オレン・アヴィヴの指示により、『パイレーツ・オブ・カリビアン/デッドマンズ・チェスト』の公開に合わせてスタジオのロゴを一新することになった。ディズニーのアニメーション監督マイク・ガブリエルとプロデューサーのベイカー・ブラッドワースがデザインしたこの現代的なロゴは、Wētā FXとyU+coによる全編CGアニメーションで制作され、3Dのニューウォルトグラフタイポグラフィが採用された。ロゴの最終的なレンダリングは、キャメロン・スミスとサイリース・パリッシュが担当した。さらに、リニューアルされたロゴには、「ピノキオ」、「ダンボ」、「シンデレラ」、「ピーター・パン」、「メリー・ポピンズ」を示す映像が含まれ、再デザインされた城には、シンデレラ城と眠れる森の美女の城、そして花火やウォルト・ディズニーの家紋の要素が取り入れられている。マーク・マンシーナは、2006年のロゴに合わせて「星に願いを」を新たに作曲・編曲した。デヴィッド・メッツガーが共同編曲とオーケストレーションを担当した。2011年、『ザ・マペッツ』から、「Walt Disney Pictures」のブランド名を「Disney」へと短くする変更が行われた。新しいロゴのパターンは、『トロン: レガシー』『マレフィセント』『トゥモローランド』『美女と野獣』を含む話題作で一貫して変更されている。
2022年、スタジオの100周年記念のために新しいオープニングロゴが発表され、2022年のD23 Expoで初公開された。新しいキャッスルロゴは、ディズニー・スタジオ・コンテンツとインダストリアル・ライト&マジックが制作したCGアニメーションによる最新のオープニングシーンと、クリストフ・ベックによる「星に願いを」のアレンジが採用されている。通常、城の上空を右から左に飛ぶ魔法のアーチが、左から右へ進むようになった。スタジオ100周年記念のディズニーロゴの下には「100 Years of Wonder」と書かれた見出しが表示される。以前のロゴと同じ内容の映像が使われているが、新たに「ポカホンタス」、「カールじいさんの空飛ぶ家」、「ヘラクレス」、ノートルダムの鐘、『白雪姫』、「リトル・マーメイド」、「塔の上のラプンツェル」、「メリダとおそろしの森」、「美女と野獣」が加わり、城の向こうには「山の上の第三の男」とディズニーランドのマッターホルンと「ライオン・キング」のプライドロックが背景として加わっている。Disney+で期間限定配信されたD23 Expo 1日目の見逃し配信で映像が公開され、『ストレンジ・ワールド/もうひとつの世界』の劇場公開とともに正式にお披露目した。ロゴは批評家や観客から広く賞賛され、2023年11月に開催された「2023 Clio Entertainment Awards」で「Theatrical | Film: Design」を受賞。2023年12月23日にDisney+アプリの「Disney」ハブで発表され、2024年に『インサイド・ヘッド2』の予告第2弾で正式デビューし、フルバージョンはドキュメンタリー映画「ビーチ・ボーイズ:ポップ・ミュージック・レボリューション」で初披露された。